# 風かおる
風 かおる（かぜ かおる）は、かつてゲイマガジン「さぶ（株式会社サン出版・通巻324号2002年2月号で休刊）」誌上で活躍していた、短編ポルノ小説の書き手。
主人公は中高生から大学生までの若者がほとんどで、「さぶ」らしからぬ「かわいい系ハンサム系」が多く、どちらかというと「薔薇族」「アドン」などに載っていそうな人物描写は、江島厚のように「体育会系ハードSM・野郎くささ」を前面に押し出した同誌としては、やや異色であったといえよう。
一方、その内容は「巨根、絶倫、濃密精液大量射精・長距離射精」という、単なるファンタジーではなく「興奮してヌクことが目的」といった、そういう意味では「さぶ」らしい徹底したハード・コア路線であった（cf.『友［フレンズ］達』以下各作品。掲載号などは下の抄録を参照）。
「友［フレンズ］達」では、電車内で突如として勃然たる思いにとらわれた若者が、途中下車して個室でマスターベーションを行うシーンが出てくる。ヴォ
―カリゼイションと共に濃密な白濁液を次々と噴射する様子と「噴出したミルクは驚くほど大量で、一部は壁を越えて隣の個室まで飛んだようである」という記述に、筆者の射精描写のひな型が、すでに見て取れる。
また主人公の容貌を描写する中で「人気絶頂の三人組…のひとりに似ている」などと当時のアイドルに擬すること（cf.さぶ増刊『拓也の場合』）で、読者のイマジネーションを掻き立てる手法も見られた。
中期以降の作風においては、拘束され弄ばれる恥かしい自分の姿に発情する…というようなSM的な色合いを、やや濃くした（cf.『甘い蜜の誘惑』ほか『真夏の夜の夢』『事件』『拓也の場合』など）。
初期はスキニーな主人公が多いが、中期以降は所載雑誌の性格への勘案、あるいは性的充実を強調するためか、上半身は胸毛などなくスキニーながらも、腋や性器周辺、スネなどの発毛は旺盛といった描写に変化している（cf.『転落の軌跡』ほか）。
しかしながら、主人公の想いとして「（下半身の旺盛な繁茂と逞しい脚について記述した上で）これも慎治には気に入らないところだった。彼は今風の、つるりとした細い脚に憧れているのである。毛深さはお洒落な流行に反するのだ。（cf.『ガラス越しの恋人』）」という記述も併せて見られ、筆者の嗜好が垣間見えて興味深い。同時に「日焼けして赤銅色に輝く肉体」といった「筋肉＋日焼け」により、東南アジア系のハンクス的な逞しさを強調する描写も多く見られた（cf.『ガラス越しの恋人』）。
また、ほぼ最後期に属すると思われる「春〜少年の恋心〜」では、恋人とのヴァニラ調の関係に飽き足らない主人公の少年が、30がらみの野人のような男に強姦され激しいアクメに達するという、それまでには見られない展開が示されている。
挿画も、林月光、加藤俊章、JIROH、木村べんといった力と人気のある人たちが担当し、人気のほどがうかがえる。

## 作品群抄録
- 友［フレンズ］達（さぶ増刊'81年9月号、画:白石三郎）
- 課外授業 （さぶ増刊'83年1月号、画:林月光）
- プライベートレッスン（さぶ通巻103号'83年9月号、画:林月光）
- 甘い蜜の誘惑 （さぶ通巻112号'84年6月号、画:林月光）
- ザ・レイプ （さぶ増刊'85年1月号、画:加藤俊章）
- 通りすぎた若者たち（さぶ通巻120号'85年2月号、「バックナンバーのお知らせ」の転記ゆえ挿画家は不明）
- 転落の軌跡 （さぶ通巻146号'87年4月号、画:三島剛）
- 真夏の夜の夢 （さぶ増刊'87年7月号、画:JIROH なお本作は休刊間際の2001年8月号に再掲されている）
- 事 件 （さぶ増刊'88年4月号、画:水影鐐司）
- 土曜日の午後 （さぶ増刊'88年7月号、画:豊島治→のちのイージー四川）
- 拓也の場合 （さぶ増刊'88年11月号、画:豊島治）
- 渚にて （さぶ通巻172号'89年6月号、画;林月光）
- ガラス越しの恋人（さぶ通巻184号'90年6月号、画:木村べん）
- 新次の場合 （さぶ通巻192号'91年2月号、画:木村べん）
- 少年、AとB （さぶ通巻197号'91年7月剛、画:林月光）
- 同 級 生 （さぶ通巻207号'92年5月号、画:林月光）
- 台風の夜 （さぶ通巻213号'92年11月号、画:林月光）
- 転 機 （さぶ通巻236号'94年10月号、画:高畠次郎）
- 葡萄色の性 （さぶ通巻279号'98年5月号、画:林月光）
- 春〜少年の恋心〜（さぶ通巻316号2001年6月号、画:松五郎）